# 1932-es magyar asztalitenisz-bajnokság
Az 1932-es magyar asztalitenisz-bajnokság a tizenhatodik magyar bajnokság volt. A bajnokságot március 30. és április 4. között rendezték meg Budapesten, a Lloyd palotában (Mária Valéria u. 12., a selejtezőt az MTK és a BSE helyiségében).

## Eredmények
| Versenyszám  | Arany                                            | Arany | Ezüst                                                      | Ezüst | Bronz                                                                         | Bronz |
| ------------ | ------------------------------------------------ | ----- | ---------------------------------------------------------- | ----- | ----------------------------------------------------------------------------- | ----- |
| Férfi egyéni | Barna Viktor MTK                                 |       | Szabados Miklós MTK                                        |       | Dávid Lajos BSEStanislav Kolář VS Praha                                       |       |
| Női egyéni   | Klucsikné Mednyánszky Mária MTK                  |       | Sipos Anna BSE                                             |       | dr. Garáné BSEdr. Rácz Emilné MTK                                             |       |
| Férfi páros  | Barna Viktor, Szabados Miklós MTK                |       | Paul Flußmann , Alfred Liebster Hakoah Wien , Währing Wien |       | Boros István, Lovászy János MTKErwin Kohn , Jindřich Lauterbach Badner AC , ? |       |
| Női páros    | Klucsikné Mednyánszky Mária, Sipos Anna MTK, BSE |       | dr. Rácz Emilné, Sipos Klára MTK, BSE                      |       |                                                                               |       |
| Vegyes páros | Barna Viktor, Sipos Anna MTK, BSE                |       | Szabados Miklós, Klucsikné Mednyánszky Mária MTK           |       | Boros István, dr. Rácz Emilné MTKLovas István, Tihanyi Lászlóné BSE           |       |